# إبراهيم بن سكندر اللودهي
إبراهيم لودي ( ؟؟؟- 1526) آخر ملوك الهند المسلمين من أسرة لودى، اعتلى العرش 1510 في أغرة، وظل في الحكم حوالي 16 سنة إلى أن خلعه وقتله بابر في معركة بانيبات الأولى وهو يقاتل في شجاعة وسط جنوده الأفغان.

## معرض صور

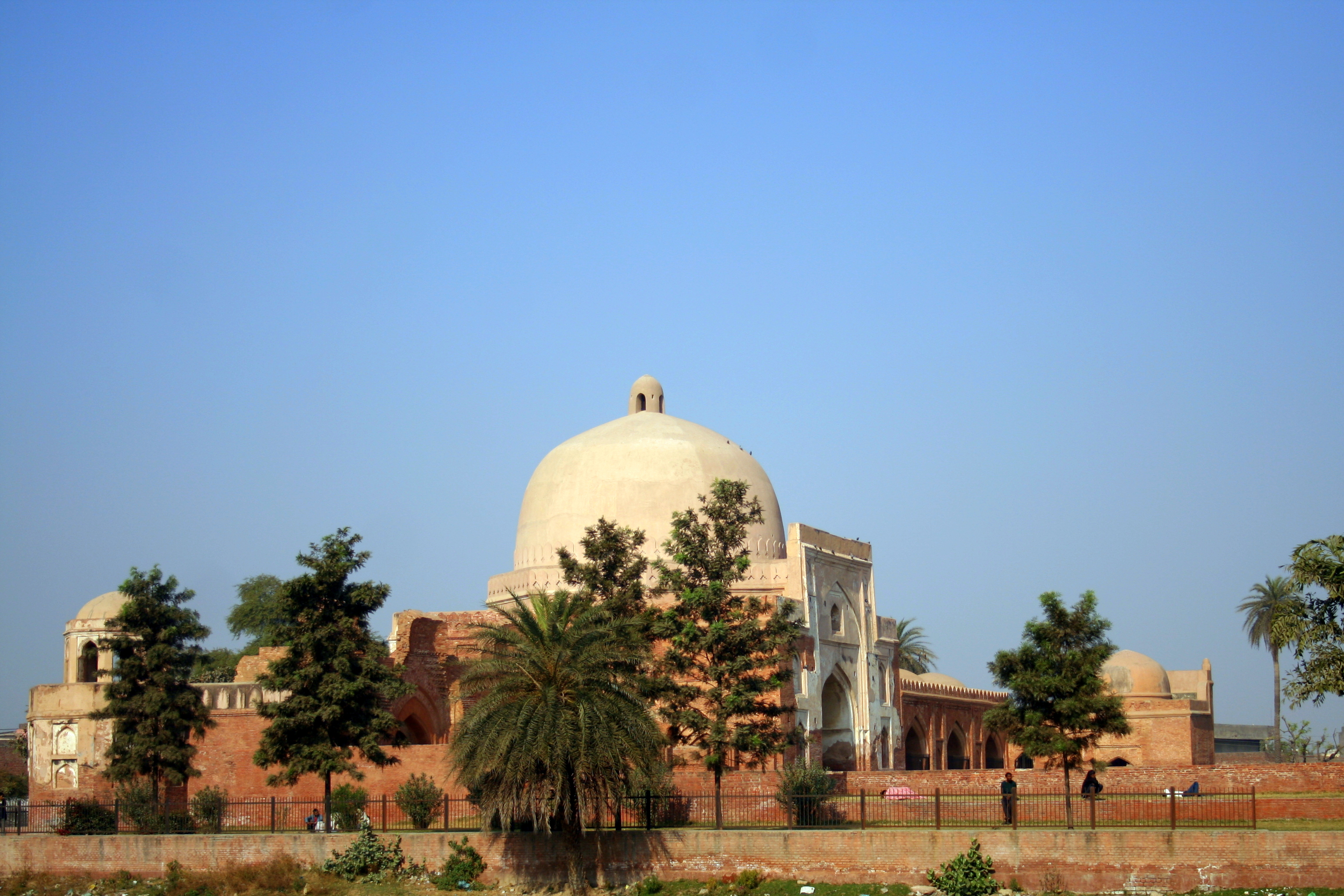
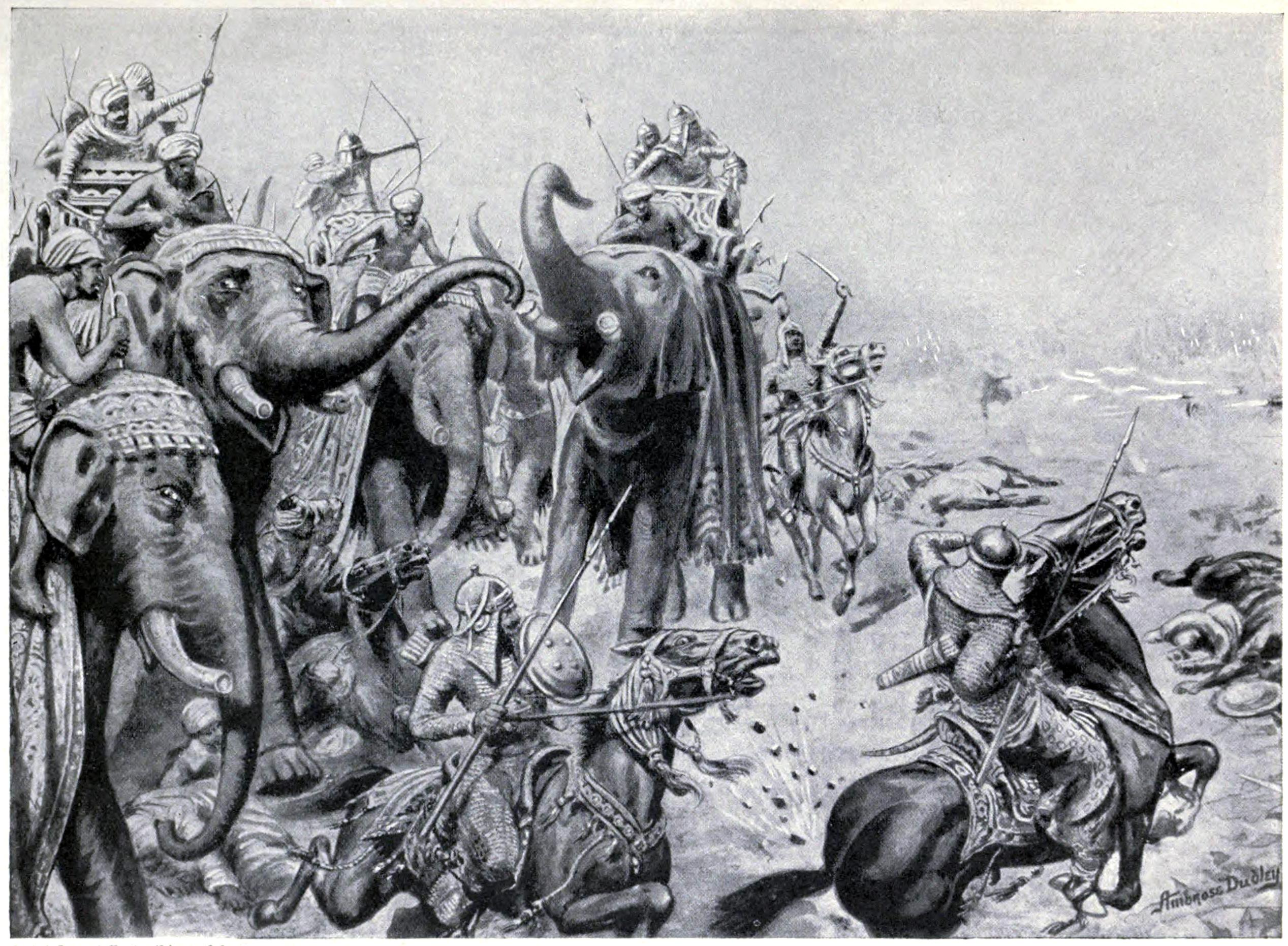
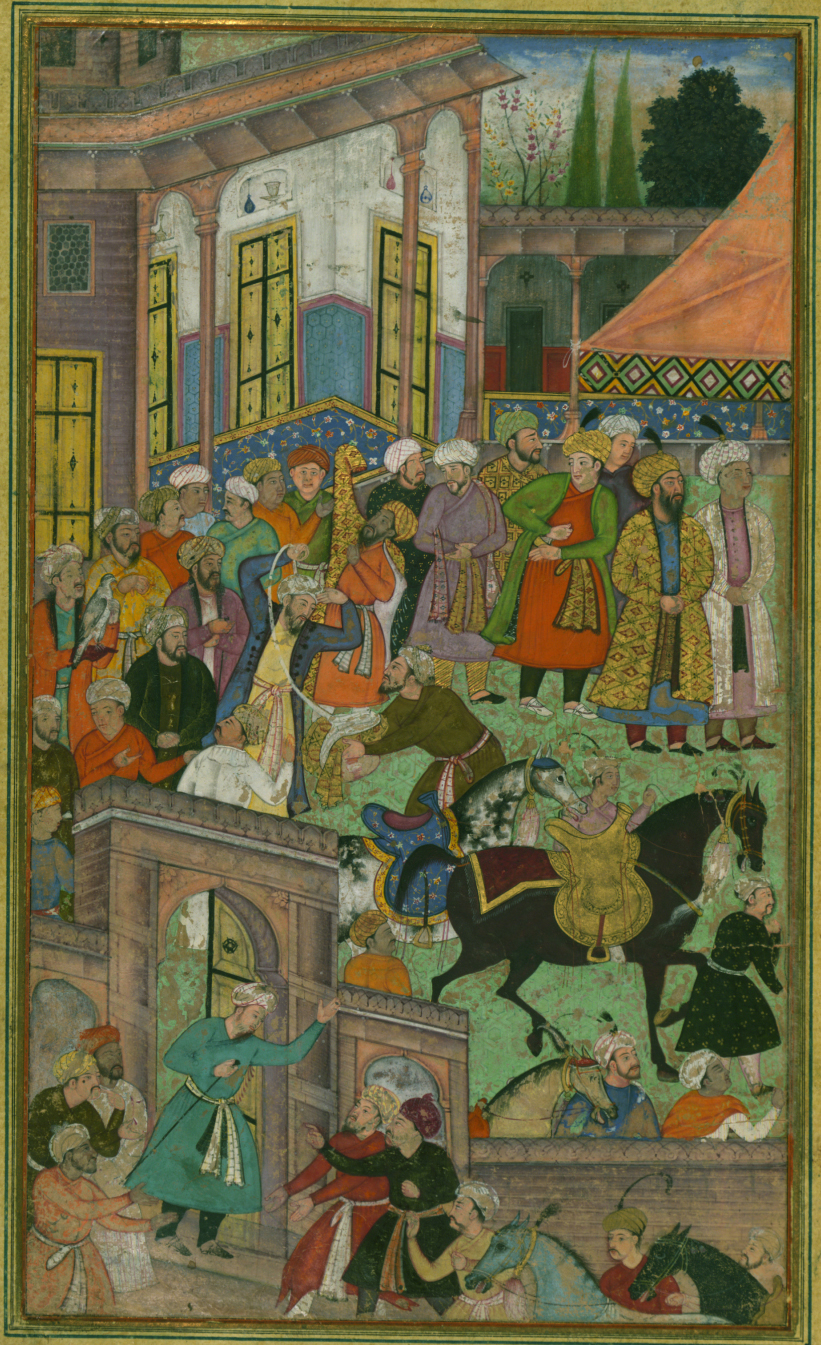
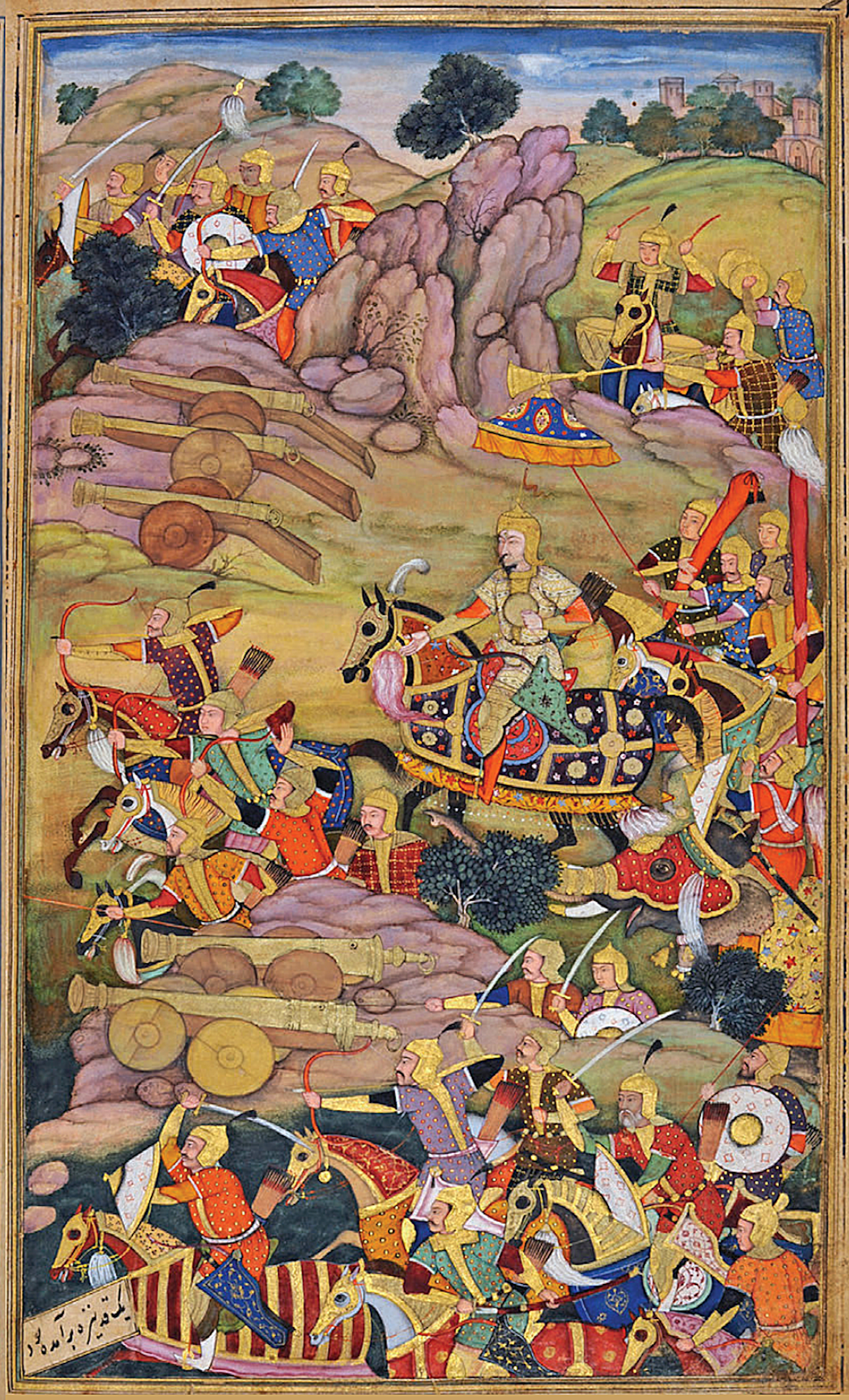